# シャヴォ・オダジアン
シャヴォ・オダジアン（Shavo Odadjian、アルメニア語: Շավո Օդաջյան、本名: シャーヴァッシュ・オダジアン、Shavarsh Odadjian）はアルメニア系アメリカ人のベーシスト。ミュージック・ビデオのプロデューサー、並びにグラミー賞受賞を持つロックバンドシステム・オブ・ア・ダウンのメンバー。

## 人物
1974年4月22日にアルメニアのエレバンで生まれ、幼い頃にロサンゼルスに移り住んだ。彼は青春時代の大半の時間をパンク・ロックやヘビーメタルの音楽を聴くこと、スケートボードをすることに費やしたと述べている。
デッド・ケネディーズ、キッス、スレイヤー、ビートルズ、ブラック・サバスは彼の好きなバンドとして、そして彼の音楽発展とキャリアに最も大きな影響を与えた。
またシステム・オブ・ア・ダウンがデビューするより前の1993年に公開されたアーノルド・シュワルツェネッガー主演のアメリカ映画「ラスト・アクション・ヒーロー」の主題歌であるAC/DCの「Big Gun」のミュージックビデオに出演している。アーノルドがダイナマイトの導火線についた火で葉巻に火をつける場面で横にいる男性がシャヴォである。

## 使用機材
- ギブソン・サンダーバード
- アイバニーズ BTB
- フェンダー・ジャズベース
- ミュージックマン・スティングレイ